# Prostephanus truncatus
Prostephanus truncatus is een keversoort uit de familie boorkevers (Bostrichidae). De wetenschappelijke naam van de soort is voor het eerst geldig gepubliceerd in 1878 door Horn.